# Собко Олександр Іванович
Олександр Іванович Собко (нар. 31 серпня 1982) — український та російський футболіст, нападник. На професійному рівні виступав за низку клубів Другої ліги чемпіонату України, третього дивізіону чемпіонату Росії, а також за «Булат» (Темиртау) в першому дивізіоні чемпіонату Казахстану.

## Життєпис
Вихованець харківського «Металіста». Дорослу футбольну кар'єру розпочав у «Металісті-2», у футболці якого дебютував 15 квітня 2000 року в програному (1:4) виїзному поєдинку групи В Другої ліги проти роменського «Електрона». Олександр вийшов на поле на 56-й хвилині, замінивши Руслан Подуста. Цей матч виявився єдиним у складі «Металіста-2».
Сезон 2001/02 років провів у куп'янському «Осколі». Дебютним голом у професійному футболі відзначився 20 квітня 2002 року на 70-й хвилині нічийного (2:2) виїзного поєдинку групи В Другої ліги проти сумського клубу «Фрунзенець-Ліга-99». Собко вийшов на поле в стартовому складі, а на 90-й хвилині його замінив Сергій Філімонов. У складі куп'янського колективу зіграв 16 матчів (1 гол) у Другій лізі України. У 2002 році перейшов в інший друголіговий колектив, ровеньківський «Авангард». У 2003 році перебував у складі «Геліоса», але на поле з'являвся рідко (4 матчів в Другій лізі), тому для отримання ігрової практики відправився в «Локомотив» (Куп'янськ) з аматорського чемпіонату України. Наступний сезон знову розпочав у «Геліосі», але закріпитися в складі «сонячних» Олександру так і не вдалося.
У 2005 році виїхав до Казахстану, де зіграв 11 матчів (1 гол) за аутсайдера Суперліги «Булат» (Темиртау) . Того ж року повернувся до України, де грав за друголігові «Житичі» (9 матчів, 2 голи).
У 2006 році виїхав до Росії, протягом трьох сезонів грав за «Гірник» (м. Строїтель Бєлгородської області) в чемпіонаті Росії серед ЛФК. У 2008 році підсилив орловські «Русичі», а в 2010 році — «Знамя Труда». У 2011 році грав за аматорський «Магніт» (Желєзногороськ).
По ходу сезону 2011/12 років повернувся до України, де уклав договір з «Авангардом». У футболці краматорського клубу дебютував 16 липня 2011 року в програному (1:2) виїзному поєдинку 1-го попереднього раунду кубку України проти головківського «УкрАгроКому». Олександр вийшов на поле на 65-й хвилині, замінивши Юрія Слабишева. У Другій лізі дебютував за «Авангард» 23 липня 2011 року в переможному (3:0) виїзному поєдинку 1-го туру групи Б проти «Гірник-Спорту». Собко вийшов на поле на 42-й хвилині, замінивши Юрія Слабишева. Першим голом за краматорський колектив відзначився 13 серпня 2011 року на 46-й хвилині переможного (2:1) домашнього поєдинку 4-го туру групи Б Другої ліги проти криворізького «Гірника». Собко вийшов на поле в стартовому складі, на 52-й хвилині отримав жовту картку, а на 78-й хвилині його замінив Яків Кріпак. Влітку 2012 року захишив «Авангард». З 2013 по 2014 рік грав у чемпіонаті Харківської області за «Ніку» (Богодухів).
У 2015 році виїхав до Росії, де виступав за аматорську команду «Слобода» (Алексєєвка Бєлгородської області).
Після цього, повернувшись до України, в 2016—2021 роках виступав за низку аматорських клубів у чемпіонаті Харківської області («Маяк» (Валки), ФК «Люботин», ФК «Зміїв» та ФК «Богодухів»). Крім цього, в 2016 році в складі команди «Вікторія» (Миколаївка) брав участь у аматорському чемпіонаті України.

## Особисте життя
Брат, Віталій, також професійний футболіст.